# Черната порта
Черната порта е наименованието на портата, която затваря Мордор от северния край. Другото има на тази порта е Моранон и е била построена от Саурон за защита. Вратите на портата били толкова масивни и тежки, че Планински тролове са използване за да я отварят. Охраната на портата е била от орки и по-късно корсари и мъже от Харад (Харадрими).

## Състав
Черната порта е изградена от вълшебен черен камък и черен метал което я прави непробиваема от тарани, катапулти, балисти и други стенобитни оръдия.

## Размери
- 60 фута високи
- 250 фута дълга, като всяка половина на голямата порта е 90 фута.